# Стоянчо Ахтар
Стефан Пенев (Пенювич), известен като Стоянчо Ахтар е български възрожденски общественик, книжовник и революционер.

## Биография

### Ранни години
Роден е в Търново около 1806 година. За родителите му сведенията са оскъдни. По предание се споменава, че майка му е от рода Богориди. Стефан Пенев учи в елино-българско училище в Търново (вероятно оттук идва двойната форма на малкото му име). Не е известно кога започва професията си (ахтар), но е възможно да я е наследил от баща си. Има запазени документи от 1838 г.,  в които Стефан Пенев се споменава като ахтар със собствен дюкян. Съвременният еквивалент на такъв магазин е нещо като дрогерия. По-късно той поставя надпис на магазина си "Вещопродавница". През 1847 г. пожар унищожава къщата и дюкяна му, което води до градежа на нов дом. Този дом е прочутата днес Къщата с маймунката (построена от майстор Колю Фичето). В действителност фигурката представлява малко седнало човече. Като ахтар Стоян  Пенев е известен с умението си да приготвя мехлеми и лекарства. Тези му занимания го правят спомоществовател на всички лечебници, както  и на много книги, издадени на български език през Възраждането, засягащи хигиената и медицината. По-късно един от петимата му синове става лекар.

### Обществена и революционна  дейност
Стефан Пенев не остава встрани от революционните събития в Търновския край. Той е участник във Велчовата завера от 1835 г., за която по-късно разказва най-подробно на Пандели Кисимов. Поради тесните връзки, които поддържа с Георги Раковски се смята, че Стефан Пенев е сред посветените и в неговото Тайно общество, както и във въстанието на дядо Никола през 1856 г. През 40-те години Стефан Пенев е един от инициаторите за смяна на турския управител заради злоупотреби.  Впоследствие участва и в борбите на търновци срещу гръцкия владика Неофит Византийски. Заради обществената си активност е арестуван неведнъж. 

### Книжовна дейност
Пак в началото на 40-те се оформя нещо като движение за събиране на исторически паметници и фолклор, което увлича редица образовани българи от почти цялата страна. Стимулиращо влияние в тази насока оказва и едно писмо от 1837 г. на Юрий Венелин до Васил Априлов. Вероятно личните връзки на Стефан Пенев с Неофит Бозвели, Анастас Кипиловски и Одеския кръг (начело  с Васил Априлов) мотивират неговия траен интерес към българската история. Стефан Пенев се свързва не само с български обществени дейци, привърженици на руското културно влияние, но също така и с известния по онова време славист Виктор Григорович. Пенев участва в издирването на български старини, на монети и ръкописи, като проявява специален интерес към нумизматиката. Заради тази си дейност е наречен първият български археолог. Негова е и заслугата за опазванетго на ръкописа на Синодика царя Борила. През 1847 г. Николай Палаузов тръгва от Русия на обиколка в българските земи. В Търново той се среща с Пенев и получава като дар Синодика, който е предаден в сигурни ръце - съхранява се и до днес сред документите на Васил Априлов.
Името на Стефан Пенев е свързано и с други ценни за българската история ръкописи. С негово пряко участие и съдействие се появяват шест преписа на Паисиевата в продължение на 3 години. Ахатовият препис е вместен в съставения от него ръкописен сборник (1842-1845), съдържащ и множество оригинални рисунки. За литературните интереси на Стефан Пенев се съди и по това, че е отбелязан като спомоществувател на 18 книги, издадени през периода 1840-1857 г., както и че е сътрудник на списание „Любословие“ на Константин Фотинов.

### Смърт
Стефан Пенев умира на 20 юни 1860 г. в Търново. Погребан е в двора на черквата „Свети Никола“ в родния си град.